# Distúrbios visuais subjetivos
Distúrbios visuais subjetivos são distúrbios visuais caracterizados por sintomas subjetivos, ou seja, sintomas relatados pelos pacientes, mas que não podem ser comprovados objetivamente. Manifestam-se como escurecimento da visão, linhas denteadas ou onduladas, distorções visuais e imagem diminuída ou aumentada. No Brasil, pode ser uma doença relacionada ao trabalho. Neste caso, ocorre por exposição ao brometo de metila, cloreto de metileno ou outros solventes clorados que têm efeito tóxico ao sistema nervoso.
De acordo com a Classificação Internacional de Doenças, incluem-se nestes distúrbios:
- Astenopia
- Hemeralopia
- Escotoma cintilante
- Fotofobia
- Halos visuais
- Cegueira noturna
- Metamorfopsia
- Perda súbita de visão